# Снайпер: Смертельная миссия
«Снайпер: Смертельная миссия» (англ. Sniper: Rogue Mission, он же «Снайпер 9: Миссия изгой») — американский боевик 2022 года режиссёра и автора сценария Оливера Томпсона с Чадом Майклом Коллинзом и Райаном Робином в главных ролях, в главных ролях — Сайка Акимото и Деннис Герберт. Сюжет повествует о снайпере и новичке ЦРУ Брэндоне Беккете, который объединяется с бывшим союзником агента внутренней безопасности Зеро и японской убийцей Леди-Смерть, чтобы разоблачить коррумпированного федерального агента и операцию его команды по торговле людьми.
«Снайпер: Смертельная миссия» — это продолжение фильма 2020 года «Снайпер: Финал убийцы» и девятый фильм из киносерии «Снайпер». Премьера фильма на DVD и VOD состоялась в США 16 августа 2022 года и получил негативные отзывы критиков.

## Сюжет
В Лондоне, Англия, новичок ЦРУ Брэндон Бейкер помогает агенту внутренней безопасности Шайло шпионить за Лорой Ху, филантропом из зарегистрированной на бирже компании, полагая, что последняя замешана в торговле людьми, но Бейкер обнаруживает, что это заместитель капитана Федерального пограничного патруля США; Ха После того, как В. Кусамано поговорил с Ху, он не арестовал другую сторону, что заставило его заподозрить Кусамано в получении взятки, надел на него наручники и арестовал его. В то же время Шайло возглавил группу, которая совершила обыск на складе группы по торговле людьми, и обнаружила, что здание пусто, и осталось только девять женских трупов. Команда по торговле людьми использовала экстрадированных женщин для участия в прямых секс-трансляциях в Интернете, чтобы заработать биткойны . Заранее узнав о прибытии Широ, они убили всех женщин, но женщине по имени Мэри Джейн помог сбежать член команды Саймон.
После операции и Бейкер, и Шайло были уволены из своих подразделений. Начальник Бейкера, «полковник» Габриэль Стоун, планировал уйти в отставку, а Лора Ху покончила жизнь самоубийством, приняв таблетки. Братья Джи Ди и Росси, члены команды по борьбе с торговлей людьми, отправились убить Джейн, которая делала записи в полицейском участке, но Сиро вовремя спас её. Силла приводит Джейн присоединиться к Бейкеру и планирует действовать в частном порядке, поскольку не доверяет правоохранительным органам. Вернувшись в Соединённые Штаты, все трое также обратились за помощью к своей бывшей сопернице, японской убийце «Миссис Смерть». Узнав о плачевном положении Джейн, миссис Смерть согласилась помочь. Частный контакт между Саймоном и Джейн был известен другим группам по торговле людьми. Лидер Дэйс планировал убить Джейн во время встречи. Обе стороны договорились встретиться возле кафе. Бейкер, Дэйс и другие устроили засаду, но Саймон был убит. Помост. Возникает конфликт: Шайло убивает Деса в лифте; Мадам Смерть и Бек побеждают одного из головорезов своего противника, а Джейн успешно сбегает от снайперской атаки Китти.
Шайло получила сотовый телефон Дэйса и после расшифровки информации от друга миссис Смерти Пита узнала, что вот-вот прибудет очередная партия контейнеров, наполненных женщинами из команды по торговле людьми, Бейкер и другие, которые отправились в порт Филадельфии чтобы перехватить противника. В то же время Стоун в одиночку пробрался в британскую резиденцию Кусамано и нашёл письмо из штата Нью-Йорк, содержащее новый документ, удостоверяющий личность Лоры Ху, подтверждающий, что последняя инсценировала свою смерть. Прибыл Кусамано и попытался убить Стоуна, который сбежал и спрятался где-то в доме, в конечном итоге сбив Кусамано без сознания битой. Рози и Бек дрались на контейнере, но его брат Джи Ди случайно застрелил его из снайперской винтовки. Джи Ди впоследствии был застрелен Шайло. ФБР и машины скорой помощи очистили место происшествия и отослали женщин. Стоун позвонил Бейкеру, чтобы сообщить, что Лора Ху пробралась в Соединённые Штаты под видом женщины в контейнере, а Шайло преследовала машину скорой помощи, но нашла Лору Ху. убил бригаду скорой помощи и скрылся. Ху сел в машину, но её вела Джейн. Джейн убила другого мужчину ножом и отомстила Бейкеру, Шайло и миссис Смерть узнали об этом, увидев тело Ху на дороге.
Стоун ушёл из ЦРУ, но попросил свое начальство одобрить создание Глобальной группы реагирования и разведки, членами которой будут Бейкер, Шайло и Леди-Смерть.

## В ролях
- Чад Майкл Коллинз в роли Брэндона Беккета
- Райан Роббинс в роли агента Зика «Зеро» Розенберга
- Сайка Акимото играет Юки Мифунэ, или же Леди-Смерть
- Денис Герберт в роли Габриэля Стоуна
- Брендан Секстон III в роли Гилди
- Джош Бренер в роли разведчика Пита
- Джоселин Хадон в роли Мэри Джейн
- Дэвид Макиннис в роли Рози
- Пол Эссиембре в роли Харви Кусамано
- Эрик Атавале в роли Дакса
- Тоби Хьюз в роли Саймона
- Паула Потоски в роли Лоры Лейк